# کریس لی
کریس لی (به انگلیسی: Chris De'Sean Lee) (زاده ۱۹ سپتامبر ۱۹۹۴) بازیگر خواننده و ترانه‌سرای آمریکایی است که بیشتر به خاطر بازی در نقش کیلب هاوکینز در سریال تلویزیونی میراث شناخته می‌شود.

## زندگی شخصی
کریس لی، لیسانس هنرهای زیبا را از دانشگاه بلمونت دریافت کرد و در سال ۲۰۱۷ پس از پیوستن به بازیگران تولید تئاتر برادوی همیلتون، به شهرت رسید.

## فیلم
- امپراطوری به عنوان تامی تورنر (۲۰۱۷) (فصل ۳، قسمت ۱۵)[۲]
- میراث به عنوان کیلب (۲۰۱۸-اکنون)[۳]
- تئاتر موزیکال همیلتون[۳] به عنوان توماس جفرسون و ژیلبر دو موتیه دو لافایت[۴]